# Hoplolaimus sinensis
Hoplolaimus sinensis is een rondwormensoort. De wetenschappelijke naam van de soort is voor het eerst geldig gepubliceerd in 1937 door Rahm.